# Thomasomys praetor
Thomasomys praetor е вид бозайник от семейство Хомякови (Cricetidae).

## Разпространение
Видът е разпространен в Перу.